# Bernhard Schweitzer
Bernhard Schweitzer (* 3. Oktober 1892 in Wesel; † 16. Juli 1966 in Tübingen) war ein deutscher Klassischer Archäologe. Er war Professor für Klassische Archäologie an den Universitäten Königsberg (1925–1932), Leipzig (1932–1948) und Tübingen (1948–1960). Zudem war er 1945/46 Rektor der Universität Leipzig.

## Leben und Leistungen
Bernhard Schweitzer stammte aus einer badischen Offiziersfamilie. Er studierte von 1911 bis 1917 an der Ruprecht-Karls-Universität Heidelberg und der Universität Berlin Klassische Archäologie und Klassische Philologie; promoviert wurde er 1917 am Archäologischen Institut in Heidelberg bei Friedrich von Duhn mit einer Arbeit über die „Untersuchungen zur Chronologie der geometrischen Stile in Griechenland I“. Bernhard Schweitzer habilitierte sich 1921 in Heidelberg und erhielt 1925 den Ruf als Ordinarius nach Königsberg. 1931 heiratete er in Dresden Elisabeth Rudolph (1907–1991); die Ehe sollte kinderlos bleiben. 1932 wurde er als Nachfolger von Herbert Koch nach Leipzig berufen.
Im November 1933 unterzeichnete Schweitzer das Bekenntnis der deutschen Professoren zu Adolf Hitler. Er wurde nicht Mitglied der NSDAP, trat aber 1937 in die NS-Volkswohlfahrt ein. 1937 veröffentlichte er einen Vortrag über Die griechische Kunst und die Gegenwart, der im Einklang mit NS-Ideologie direkte Verbindungen von der antiken griechischen Kultur zu einer als 'deutsch' verstandenen Kunst des Mittelalters und der Neuzeit und weiter zum deutschen Idealismus zog, welcher "oft genug verbunden mit dem unmittelbaren Erleben der noch wirkenden griechischen Form, wohl alle gestaltenden Führer der Deutschen des letzten Jahrhunderts bis in die jüngste Gegenwart hinein beseelt" habe.
1945 wurde Schweitzer erster Rektor der Universität Leipzig nach dem Kriegsende. Er trat 1948 die Nachfolge von Carl Watzinger in Tübingen an, wo er 1960 emeritiert wurde.
Schweitzer war Mitglied zahlreicher wissenschaftlicher Institutionen, so gehörte er der Zentraldirektion des Deutschen Archäologischen Instituts an und war Ehrenmitglied des Amerikanischen Archäologischen Instituts. Zu seinen Schülern gehörten Adolf Greifenhagen (Dissertation 1928), Rudolf Horn (Dissertation 1929), Reinhard Lullies (Dissertation im WS 1930/31), Wolfgang Schiering (Dissertation 1952), Werner Fuchs (Dissertation 1953), Jörg Schäfer (Dissertation 1955) und Gerhard Neumann (Dissertation 1960).

## Schriften
- Untersuchungen zur Chronologie der geometrischen Stile in Griechenland, I. G. Braunsche Hofbuchdruckerei, Karlsruhe in Baden [1917] OCLC 26840078 (Dissertation Heidelberg 1918, 80 Seiten).
- Herakles. Aufsätze zur griechischen Religions- und Sagengeschichte, Mohr, Tübingen 1922, DNB 362345465 (Philosophische Habilitation Universität Heidelberg 1921, VII, 247 Seiten, 38 Abbildung und 12 Tafeln).
- Der bildende Künstler und der Begriff des Künstlerischen in der Antike (Heidelberg 1925)
- Xenokrates von Athen. Beiträge zur Geschichte der antiken Kunstforschung und Kunstanschauung (Königsberg 1932)
- Studien zur Entstehung des Porträts bei den Griechen (Leipzig 1940)
- Das Menschenbild der griechischen Plastik (Potsdam 1944)
- Die Bildniskunst der römischen Republik (Leipzig 1948)
- mit Jochen Briegleb: Die geometrische Kunst Griechenlands. Frühe Formenwelt im Zeitalter Homers,  herausgegeben von Ulrich Hausmann, DuMont Schauberg, Köln 1969, DNB 458915939.
- Zur Kunst der Antike I-II. Ausgewählte Schriften (Tübingen 1963)